# Didática
A palavra didática (AO 1945: didáctica) vem da expressão grega Τεχνή διδακτική (techné didaktiké), que se pode traduzir como arte ou técnica de ensinar. A didática é a parte da pedagogia que se ocupa dos métodos e técnicas  de ensino, destinados a colocar em prática as diretrizes da teoria pedagógica. A didática estuda os diferentes processos de ensino e aprendizagem. O educador Jan Amos Komenský, mais conhecido por Comenius, é reconhecido como o pai da didática moderna, e um dos maiores educadores do século XVII. A didática se configura simultaneamente em ensino e aprendizagem, ela pode ser pensada a partir do ensino, planejamento e avaliação. Vincula-se a reflexão do modo de ensinar e aprender situado historicamente. A didática, segundo Libâneo (2012), tem como objeto de estudo o processo de ensino-aprendizagem, tendo em vista a apropriação das experiências humanas e sociais e historicamente desenvolvidas.
A Didática é um ramo da ciência pedagógica que tem como objetivo ensinar métodos e técnicas que possibilitem a aprendizagem do aluno por parte do professor ou instrutor.
A matética é a ciência da aprendizagem, em oposição à didática, ciência do ensino.
Os elementos da ação didática são: 
- o professor
- o aluno
- a disciplina (matéria ou conteúdo)
- o contexto da aprendizagem
- as estratégias metodológicas

A didática é um dos pilares fundamentais da prática docente, pois envolve o planejamento, a execução e a avaliação do ensino, garantindo que os conteúdos sejam transmitidos de maneira clara e eficaz. Métodos como a aprendizagem ativa, o ensino baseado em projetos e o uso de tecnologias educacionais são algumas das estratégias que podem tornar o ensino mais dinâmico e acessível aos alunos. Além disso, a relação professor-aluno e a adaptação do ensino às diferentes necessidades dos estudantes são fatores essenciais para a promoção de uma educação.

## História

### Entre os anos 1920 e 1950
Nesse período, a didática praticada era a da Escola Nova, que buscava superar os postulados da escola tradicional, trazendo assim uma reforma interna no ensino. O movimento da escola nova defendia a necessidade de partir dos interesses das crianças, abandonando a visão delas como "adultos em miniatura" e passando a considerá-las capazes de se adaptar a cada fase de seu desenvolvimento. Foi a fase do "aprender fazendo", momento em que os jogos educativos passaram a ter um papel importante no dia-a-dia das escolas. Entre seus principais defensores encontram-se Anisio Teixeira, Fernando de Azevedo, Lourenço Filho, Cecília Meireles.

### Entre os anos 1960 e 1980
Nesse período, a didática assumiu o enfoque teórico numa dimensão denominada tecnicista, e deixou o enfoque humanista centrado no processo interpessoal, para uma dimensão técnica do processo ensino-aprendizagem.
A era industrial fez-se presente na escola, e a didática era vista como uma estratégia objetiva, racional e neutra do processo. O referencial principal do ensino era a fábrica, e sobre ela se construiram as práticas educativas e as conceitualizações referentes à educação.

### Dos anos 1990 até a atualidade
A didática tornou-se um instrumento para a cooperação para que realmente ocorresse a evolução dos processos de aprendizagem. O comprometimento, o esforço e o exercício de suas técnicas em ambos os lados, para que o conhecimento realmente seja transmitido do professor para o aluno.

### Histórico da Didática
É uma abordagem do processo histórico da Didática, a partir da obra de Comenius - "Didática Magna" - marca significativamente o processo de sistematização do conteúdo da Didática e que se organiza em fases:
- Fase Naturalista-essencialista: nesta fase a obra Didática Magna, apresenta os fundamentos da educação e do ensino como teológicos e filosóficos. A educação e o ensino são processos considerados indispensáveis a humanização do ser humano. Preocupa-se também com o que ensinar. As preocupações principais nessa fase, centra-se os fins da educação, aos conteúdos culturais a serem dominados.
- Fase psicológica: se caracteriza por buscar fundamentos na psicologia, tendo seu inicio marcado pelos trabalhos de Pestalozzi. "Para ele, as leis da educação e do ensino fundamentam-se na observação psicológica." [3]
- Fase experimental: se define pela utilização do método de experimentações e apresenta as seguintes características - "utilização do método experimental; discussão em torno das relações entre a Didática e a psicologia; reivindicação do caráter de ciência para a Didática; o conteúdo "técnico" prevalecendo sobre o "crítico"; e a substituição dos métodos verbais e intuitivos pelos ativos."[3]

## Educação Expressiva - Um Novo Paradigma
Segundo a Dra. Marcelli Ferraz, em sua obra Educação Expressiva - um novo Paradigma Educativo, 2011: A Educação Expressiva se define pelo estímulo de expressões não verbais em contexto educativo, socio-educativo, em sala de aula ou em educação comunitária, com a finalidade de promover a formulação do conhecimento e o desenvolvimento de competências humanas.
Por expressão não verbal entendemos ser tudo que não utiliza a palavra falada, a fala estruturada, ou o diálogo consciente, como forma central de expressão e comunicação. Centram-se na expressão não verbal, estimulada através do uso de mediadores e técnicas expressivas, que valorizam o sentir, a emoção, as memórias, os sentidos, e foge da estrutura racional do discurso, da fala e da oratória.
Antes mesmo do surgimento evolutivo do homo sapiens sapiens, e do surgimento da linguagem estruturada, os hominídeos já se comunicavam de maneira muito organizada através da utilização de formas não verbais de comunicação, que se materializavam na pintura, na dança, nos rituais e em outras formas. Desta maneira, podemos observar que a comunicação não verbal, seja ela artística ou de outra dimensão criativa, é um atributo da própria natureza humana.
A introdução do conceito expressivo na educação, por mais disperso que à princípio pareça ser, preconiza a construção de conhecimento, através de um processo ensino-aprendizagem que leva o indivíduo a aprender, a saber pensar, criar, inovar, construir conhecimentos, participar activamente de seu próprio crescimento, sempre orientado pela sua experiência, de seus pares e os facilitadores do processo conhecimento - os Educadores Expressivos. Permitindo assim, que ao indivíduo apoderar-se do único ser que ele é, expressar-se e através da relação interpessoal que estabelece com outros (grupo ou Educador Expressivo), reconhecendo em si e nesta relação o conhecimento que traz e constrói com o outro.
Esta nova forma de pensar a Educação pressupõe que educar significa, portanto, propiciar situações, experiências e aprendizagens orientadas de forma integrada e que possam contribuir para o desenvolvimento biopsicossocial do indivíduo através de mediadores expressivos, tais como a expressão artística, plástica, dramática, lúdica, musical, entre muitos outros.

## Didática e currículo
O termo currículo aparece pela primeira vez com o significado de planificação do ensino na obra de Bobbit The curriculum, em 1918.
A princípio didática e currículo se desenvolveram de forma paralela, sem a interferência de uma no campo da outra, referindo-se cada uma a conteúdos, sujeitos e finalidades diferentes. Somente a partir dos anos 60 o currículo começou a formar parte do campo da didática, alternando-se sua incumbência segundo predominava uma forma ou outra de entender a educação e a didática.
A tendência atual considera imprescindível uma integração entre currículo e didática, esta favorecendo o trabalho de aula. Os estudos curriculares tendem a aspectos mais globais, expondo como se realiza a seleção e organização do conhecimento, e como esse processo de seleção não é neutro, favorecendo a certos grupos frente a outros.
O enfoque curricular há de ampliar o "que", O "porque", o "para que" e, em que condições há que levar-se a cabo o ensino, mas sempre colocando no centro de suas considerações o aluno. Para que estes conteúdos curriculares cumpram seu objetivo é necessária uma adequada seleção e uso acertado das melhores estratégias didáticas, que não poderão ser independentes do conteúdo, dos objetivos e nem do contexto. É importante para atingir as metas pretendidas uma estreita colaboração entre a elaboração do currículo e a escolha de estratégias didáticas.

## O tríptico didáctico
A designação de "tríptico didáctico" foi avançada por Isabel Alarcão (1997) para designar a tripla dimensão ou a multidimensionalidade da didáctica: a didáctica investigativa, a didáctica curricular e a didáctica profissional. A primeira diz respeito ao trabalho do investigador nesta disciplina; a segunda refere-se à formação curricular, inicial e/ou contínua, em didáctica dos formadores e futuros formadores; finalmente, a terceira, refere-se às práticas dos professores no terreno escolar.